# BMW Série 7 (G11)
La BMW Série 7 type G11 de BMW a été annoncée le 10 juin 2015 et lancée en octobre 2015. C'est la successeur de la F01 produite depuis 2008. Le modèle successeur, la G70, qui est également proposé en tant qu'i7 entièrement électrique, a été présenté le 20 avril 2022.

## Historique du modèle

### Général
La présentation officielle de la gamme de modèles G11 a eu lieu au Salon de l'automobile de Francfort (IAA) du 17 au 27 septembre 2015. La même année, le véhicule a reçu le volant d'or dans la catégorie des voitures luxueuse. Comme toutes ses prédécesseurs, cette Série 7 a également été produite à l'usine BMW de Dingolfing.
Au printemps 2016, BMW a présenté une variante à moteur 12 cylindres, la M760Li xDrive. Qui a été utilisé pour la dernière fois dans la Série 7. Les modèles à empattement allongé ont leur propre désignation de type interne, G12, et ils ont un L marqué dans la désignation de vente. Le directeur du design créatif de BMW, Nader Faghihzadeh, qui a également conçu la Série 6 (coupé, cabriolet, Gran Coupé), était responsable de la forme extérieure.

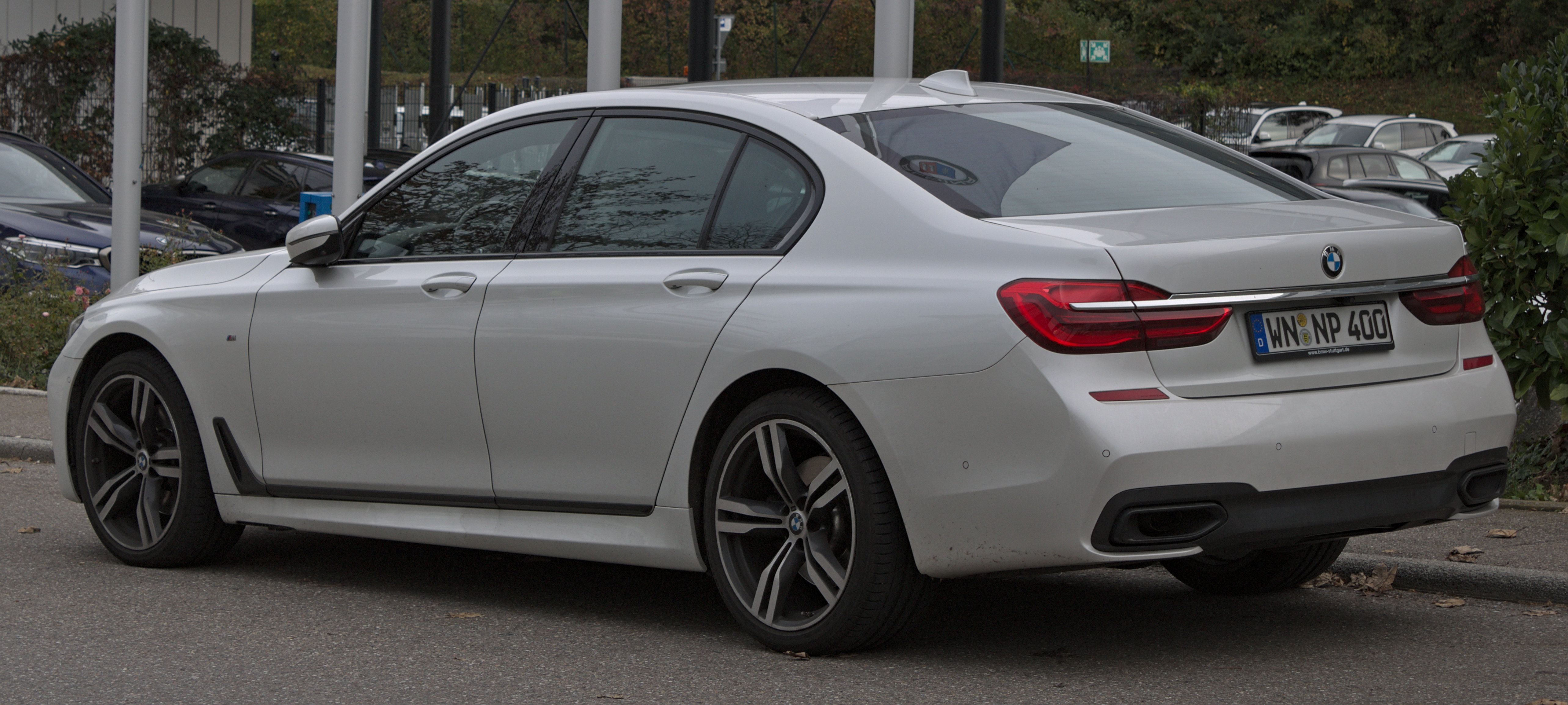
G11, vue arrière
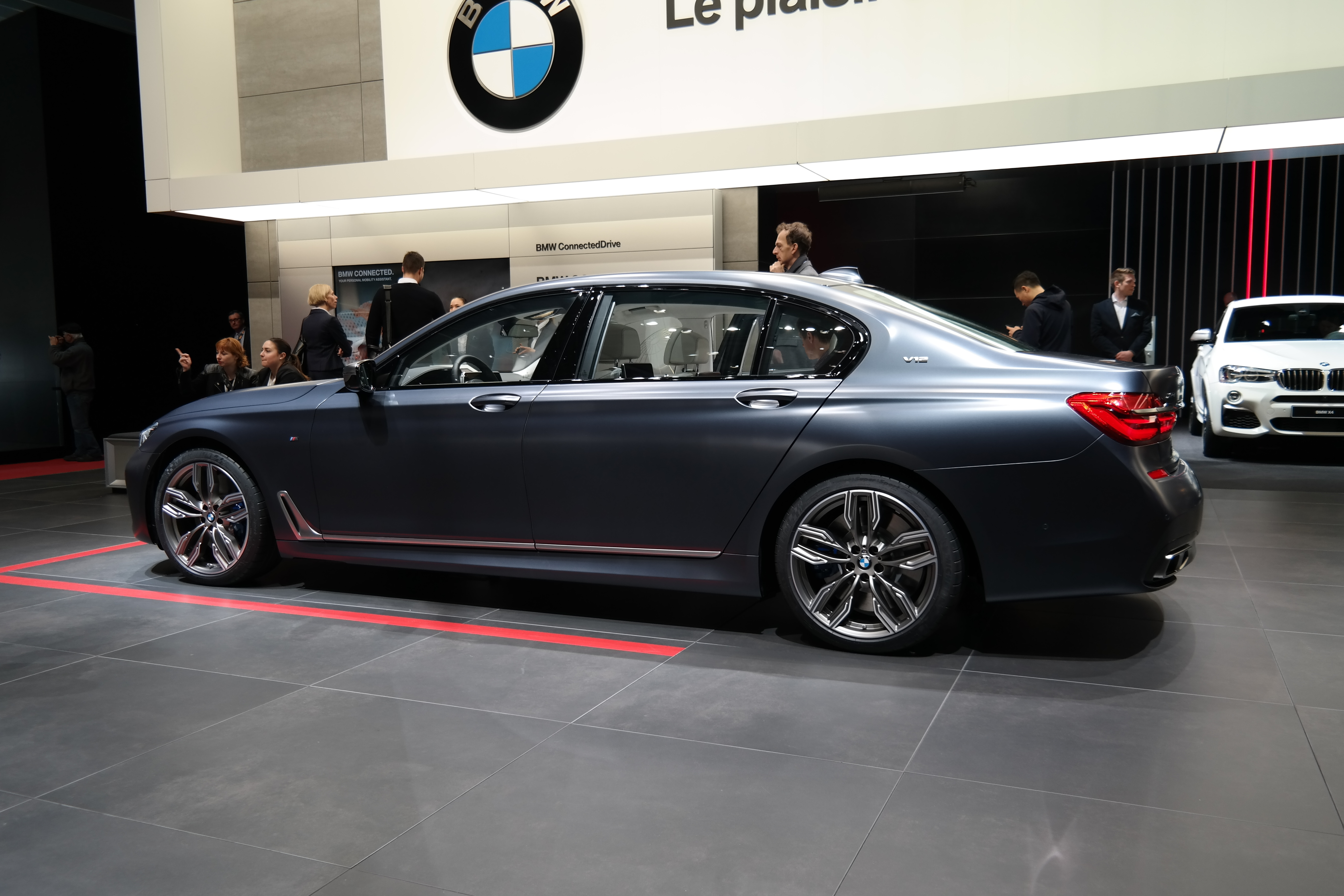
G12 (M760Li), vue de côté
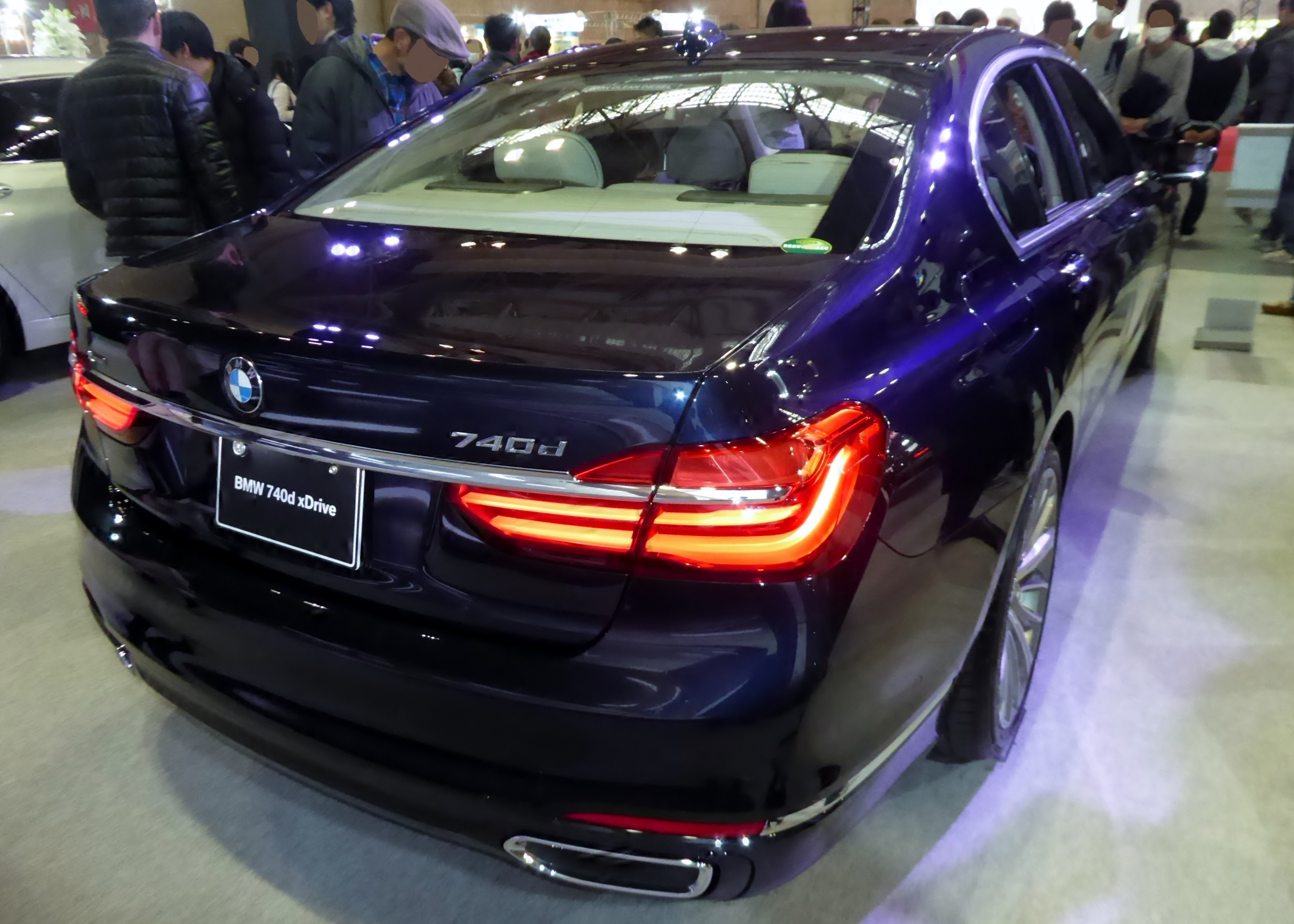
Graphique des feux arrière

### Lifting de 2019
Le 16 janvier 2019, BMW a présenté une version révisée de la G11. Puisque 44 % de Série 7 (24 500 véhicules) ont été vendus en Chine en 2018, le plus grand changement visuel a été une calandre ("double rein") 40 % plus grande ; des variantes avec des moteurs essence, qui n'étaient plus proposés après le passage au procédure d'essai mondiale harmonisée pour les véhicules légers en 2018, étaient à nouveau disponibles dans la G11 rénovée. La 740e hybride rechargeable a été remplacée par la 745e à moteur essence six cylindres.

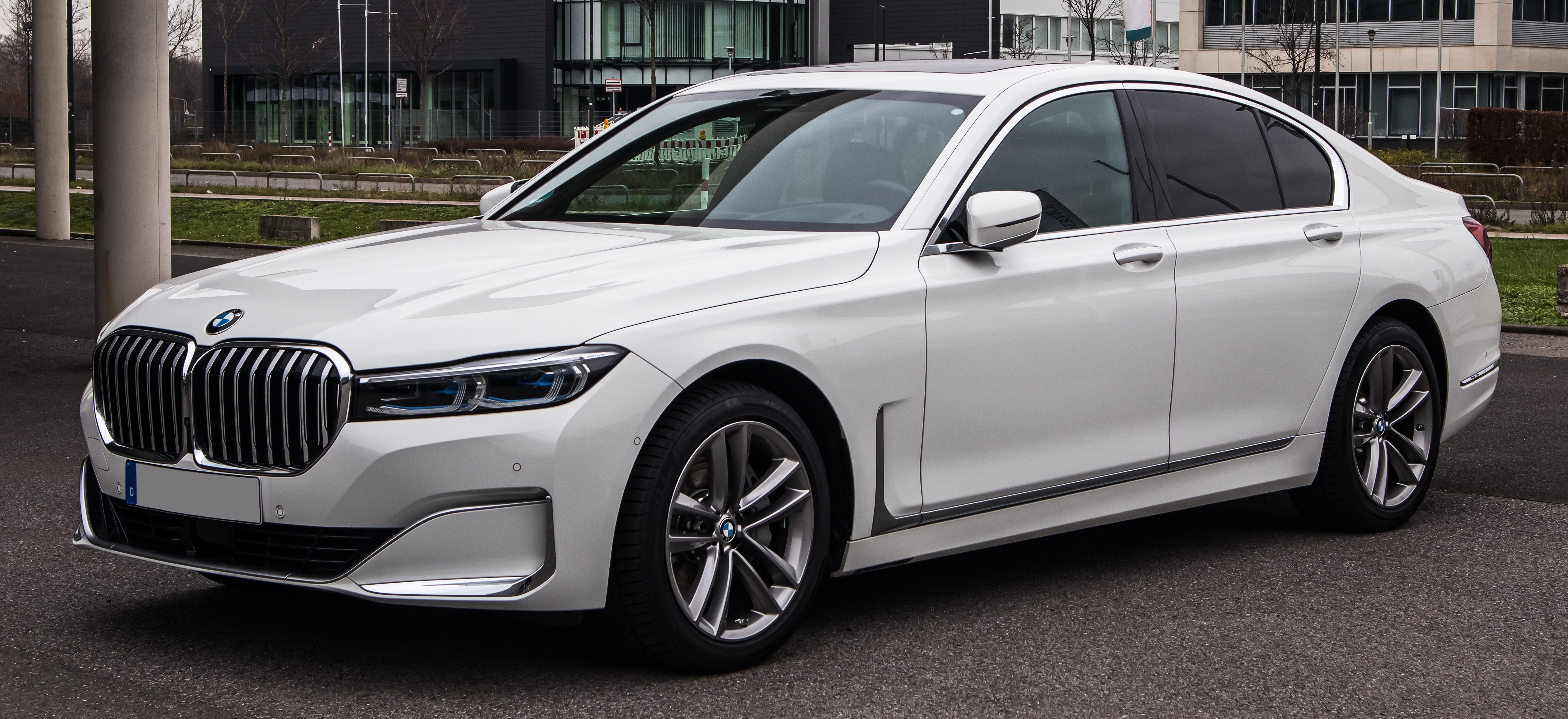
BMW G11 (2019–2022)
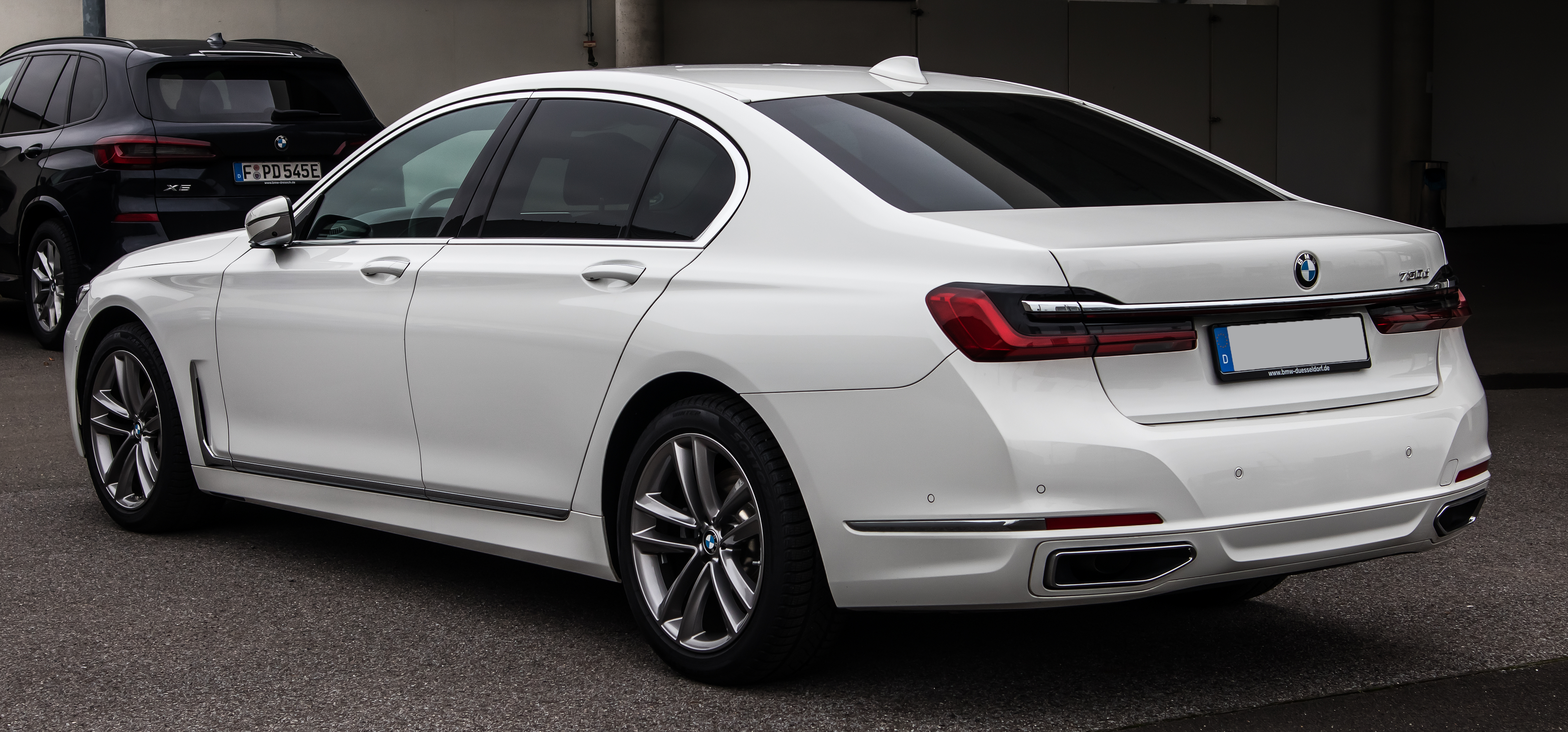
Vue arrière
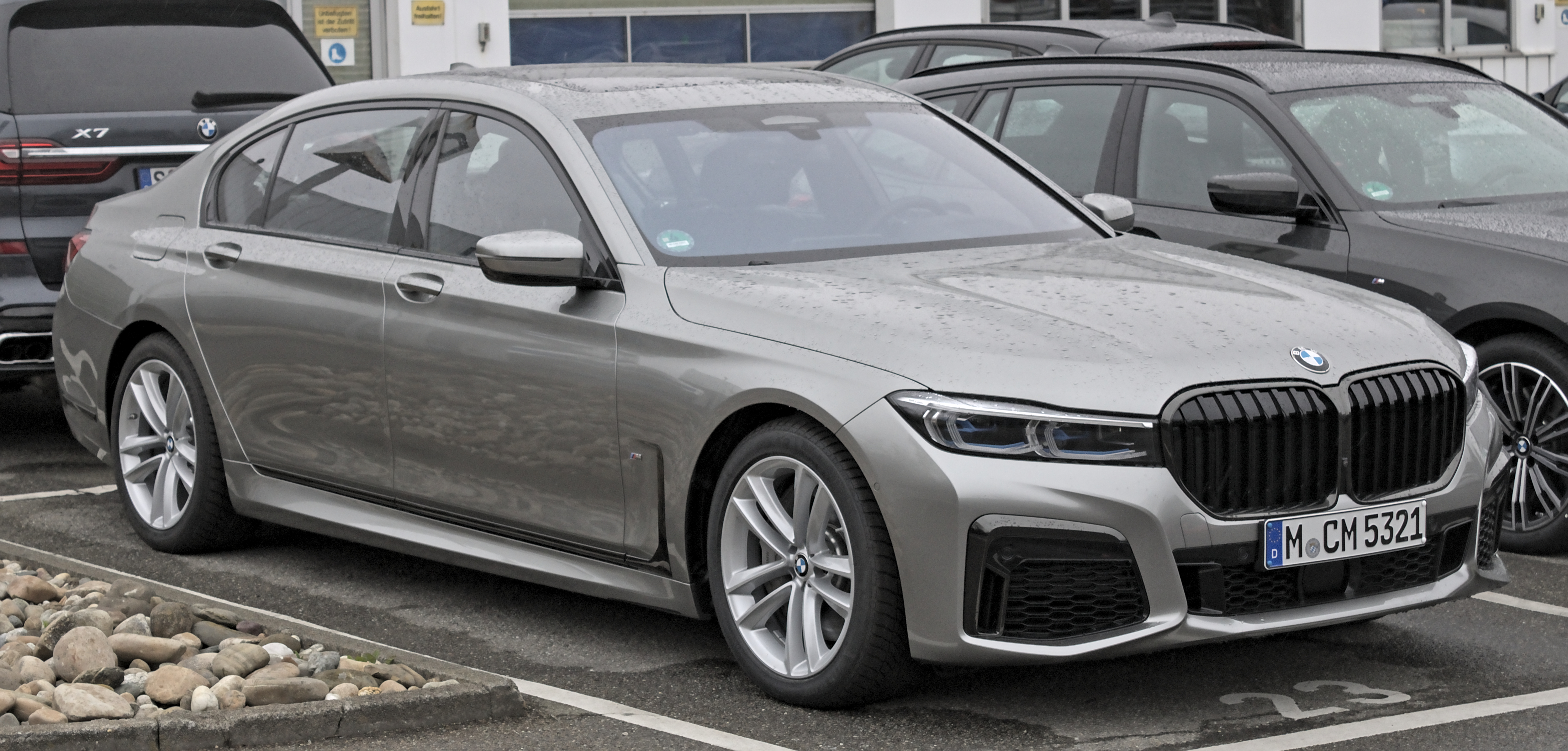
BMW G12, vue de côté
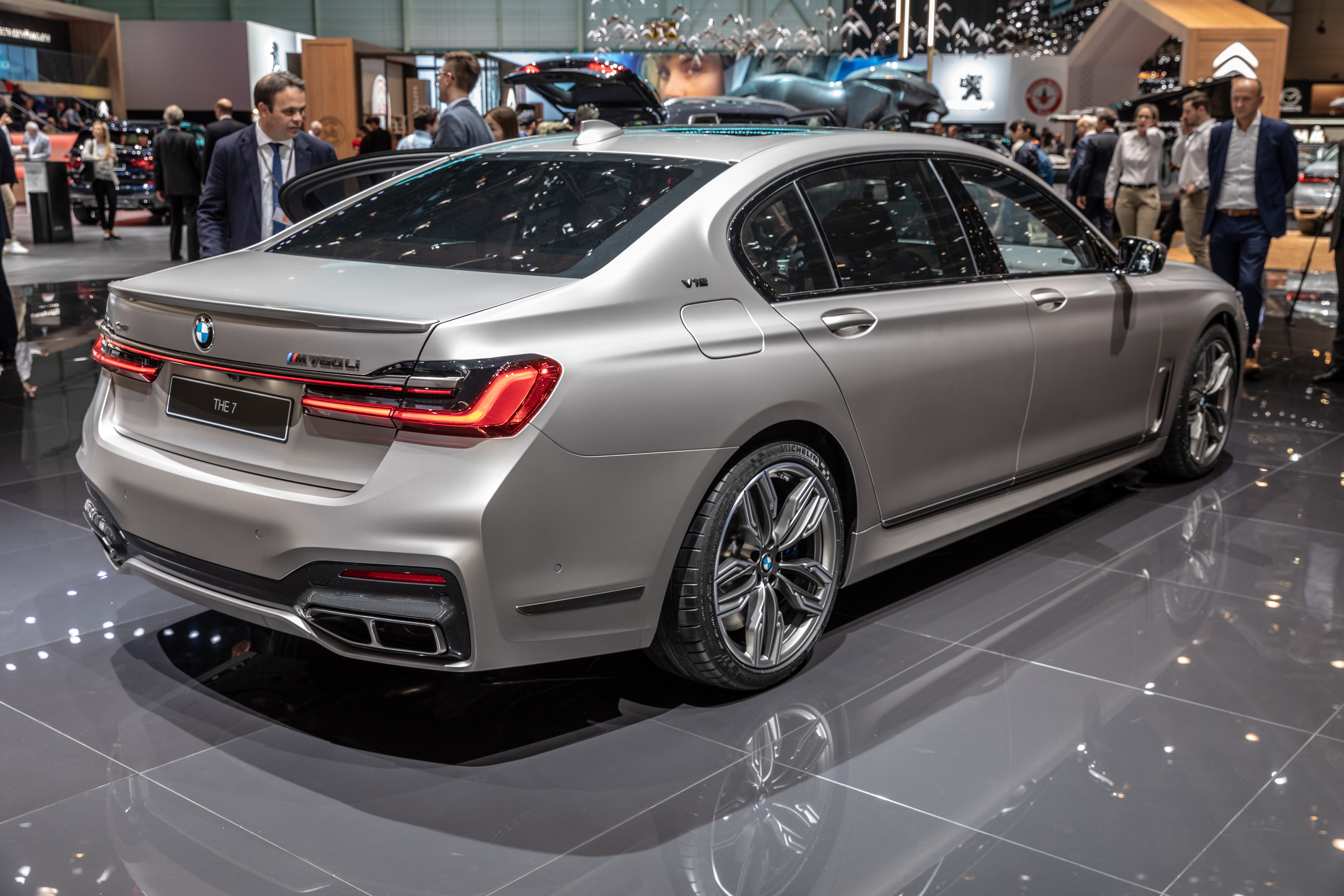
Éclairage arrière révisé de 2019

À partir d'avril 2021, BMW a exclusivement proposé à la Chine la M760Li dans une finition bicolore Aventurinrot-Metallic (rouge foncé) et Kaschmirsilber-Metallic (ci-dessus) en conjonction avec un équipement complet, ceci était une édition limitée à 25 véhicules.

## Technologie
Du polymère renforcé de fibres de carbone produit industriellement combiné à de l'acier et de l'aluminium est utilisé pour la voiture, ce qui permet d'économiser jusqu'à 130 kg de poids par rapport à sa prédécesseur ; un pilier de toit en carbone de trois mètres de long est utilisé. Le coefficient de traînée de la 730d est de 0,24 ; Le contrôle actif des volets d'air y contribue également.
Le châssis a un essieu avant à double triangulation avec un niveau de bras inférieur séparé en aluminium et un double essieu à cinq bras découplé acoustiquement à l'arrière. L'équipement standard comprend une suspension pneumatique à deux essieux avec contrôle automatique du niveau et contrôle dynamique de l'amortissement. De plus, une "transmission intégrale active" est disponible. Le système de freinage possède des freins à disque ventilés aux quatre roues, avec des étriers fixes à quatre pistons à l'avant,.
Avec l'option "stationnement télécommandé", c'est le premier véhicule de série au monde à pouvoir entrer et sortir des places de parking ou des garages sans conducteur au volant. Celle-ci est activée par le conducteur à l'aide d'un écran tactile et est partiellement automatisée par le véhicule pendant que le conducteur surveille les obstacles.
Les phares à LED sont de série, tandis que les phares laser, familiers, de la BMW i8 sont disponibles en option.
La version longue G12 peut être commandée avec un toit en verre panoramique qui comprend des graphiques éclairés (Sky Lounge). Avec cela, un graphique imprimé éclaire par des éléments LED les côtés du verre.
Le confort acoustique a été amélioré lors du lifting de 2019 : entre autres, les passages de roue arrière ont reçu de nouveaux boucliers qui réduisent le bruit de la route et des vitres latérales plus épaisses de 5,1 mm sont utilisées de série à partir de la 750i.
À partir de janvier 2019, la G11/G12 disposera également d'un tableau de bord entièrement numérique avec un écran de 12,3 pouces. L'infodivertissement est mis à jour via une carte SIM intégrée avec un volume de données illimité. La mise à jour pour le stationnement autonome, disponible mi-2019, devait également être effectuée sans fil. Un assistant de recul faisant partie de l'assistant de stationnement est nouveau ; il est destiné à aider le conducteur lors du stationnement et des manœuvres dans des espaces restreints, par exemple dans des parkings à plusieurs étages, des allées ou des cols de montagne. En principe, l'assistant de marche arrière est une macro-définition jouée à l'envers : les mouvements de braquage du conducteur sur le dernier parcours parcouru en marche avant jusqu’à une vitesse maximale de 36 km/h sont mémorisés. Lors de la mise en route de l'assistant de marche arrière, la ligne précédemment enregistrée est entraînée en marche arrière sur une distance pouvant atteindre 50 mètres ; le conducteur doit appuyer sur l'accélérateur et la pédale de frein tout en restant attentif à l'environnement,. Le moteur douze cylindres à un filtre à particules d'essence.

## Galerie de la M760Li

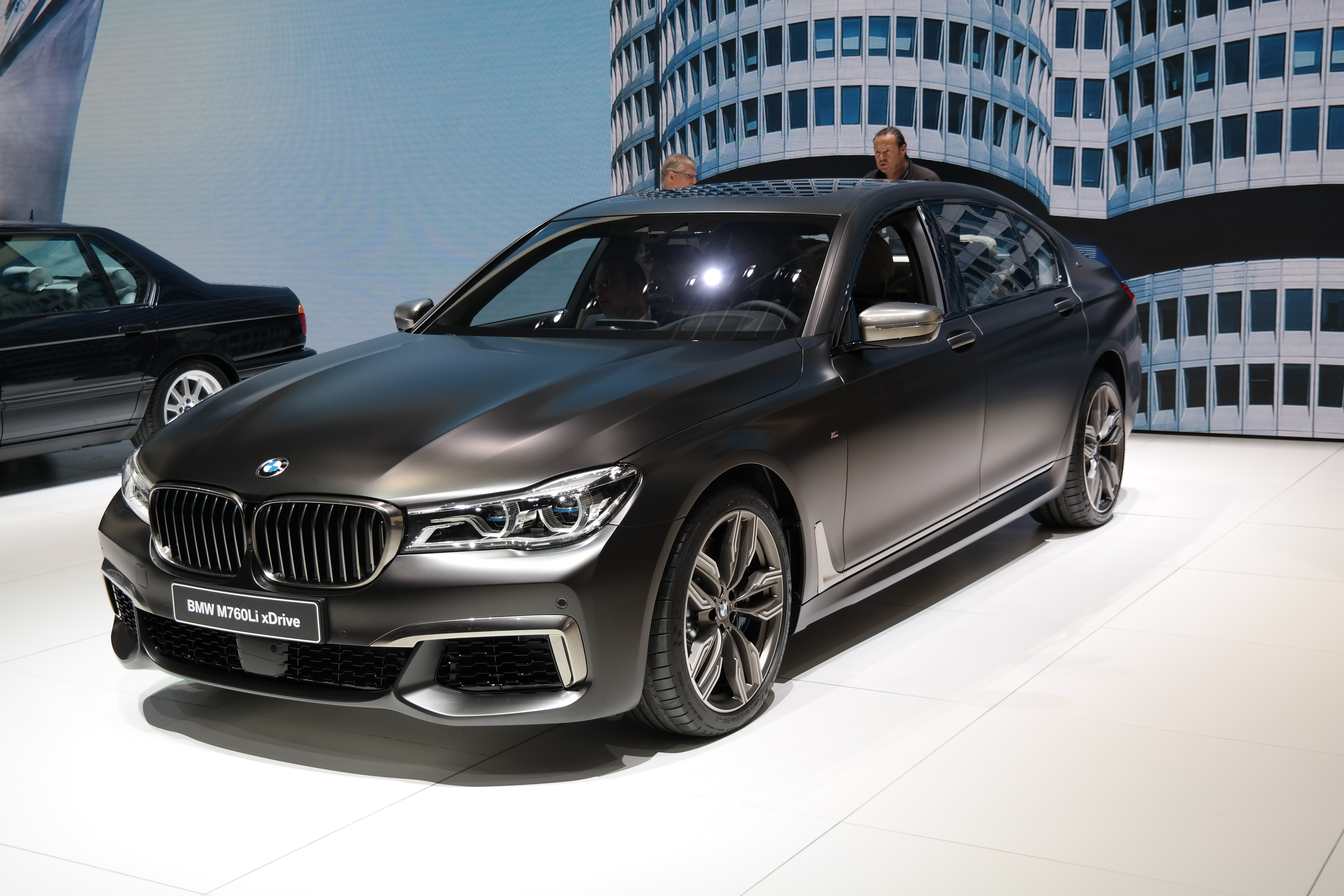
BMW M760Li xDrive, Salon international de l'automobile de Genève 2016
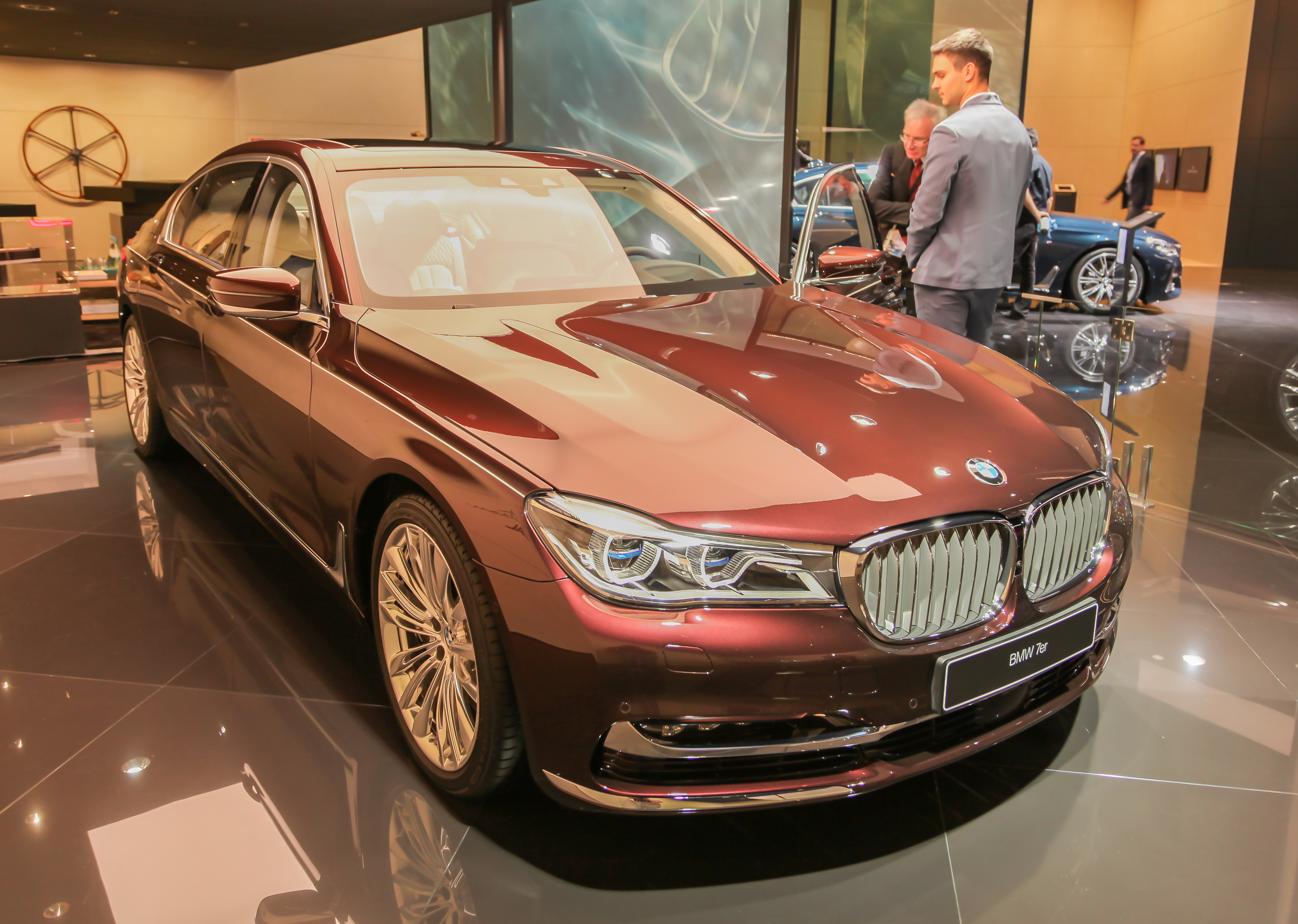
BMW M760Li Individual inspirée par Nautor's Swan à l'IAA 2017
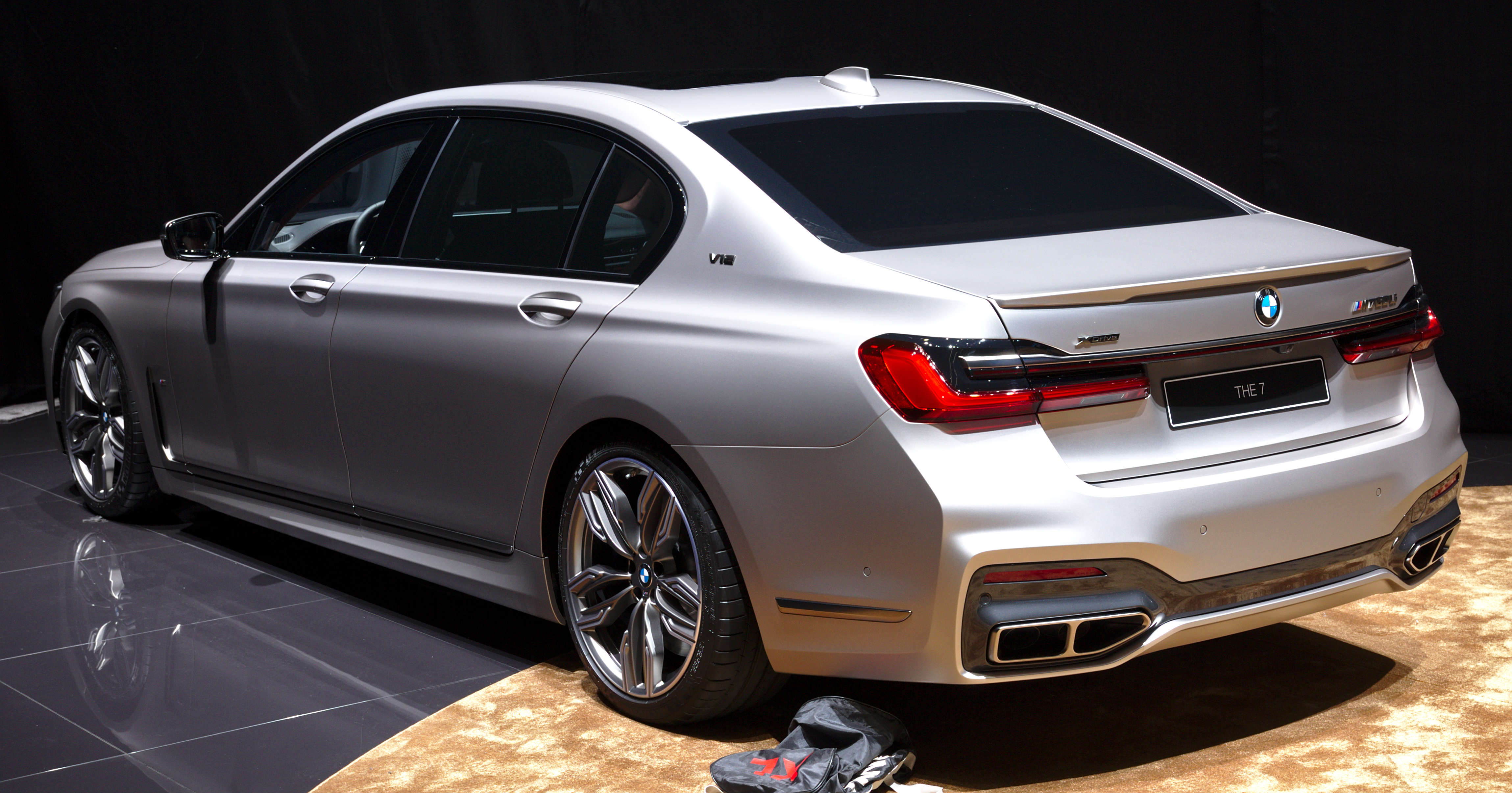
M760Li, Salon international de l'automobile de Genève 2019